# چاه سردشت
چاه سردشت یک منطقهٔ مسکونی در ایران است که در دهستان هرابرجان واقع شده‌است.